# Шаварова Катерина Іванівна
Шаварова Катерина Іванівна — заслужений вчитель України, громадський діяч, почесний член Волинського відділу Союзу Українок. Вона стояла біля витоків незалежності України, була делегатом першого і другого з'їздів Народного Руху України, конференції Товариства української мови імені Тараса Шевченка (тепер товариство «Просвіта»), з'їзду Союзу Українок. Закінчивши історико- філологічний факультет Львівського педагогічного інституту, багато років працювала вчителькою української мови і літератури, навчала дітей любити українське слово, цінувати нашу культуру.

## Життєпис
Народилась вона в с. Стоянів, що на Галичині в родині селян. Після закінчення історико-філологічного факультету Львівського педагогічного інституту, в 1953 році, працювала науковим співробітником в музеї Івана Франка у Львові.
В 1953 році одружилась з Шаваровим Іваном Григоровичем, лікарем-хірургом. Все життя працювала вчителем української мови і літератури - спершу в Маневицькій середній школі, потім в Радехівській, а пізніше - в Луцькій середній школі 15. Громадський діяч кінця 80х- 90х років. Член Товариства української мови, була делегатом І і ІІ з’їздів Руху.  Член Союзу українок. Учасниця багатьох громадських заходів і мітингів.

## Нагороди
У 2013 році нагороджена Почесною грамотою міського голови за сумлінну працю, активну громадянську позицію, вагомий особистий внесок у розвиток міста Луцька, а також з нагоди 22-ї річниці Незалежності України та Дня міста.
1. ↑  Архівована копія. Архів оригіналу за 5 вересня 2019. Процитовано 14 травня 2020.{{cite web}}:  Обслуговування CS1: Сторінки з текстом «archived copy» як значення параметру title (посилання)
2. ↑  https://www.lutskrada.gov.ua/documents/pro-vidznachennya-z-nagodi-22-oyi-richnici-nezalezhnosti-ukrayini-ta-dnya-mista